# Agelena annulipedella
Agelena annulipedella är en spindelart som beskrevs av Embrik Strand 1913. Agelena annulipedella ingår i släktet Agelena och familjen trattspindlar. Inga underarter finns listade i Catalogue of Life.